# Подвин (Жалець)
Подвин (словен. Podvin) — поселення в общині Жалець, Савинський регіон, Словенія. 
Висота над рівнем моря: 258,1 м.